# Heliothryx
Heliothryx  és un género de avess apodiformes de la familia Trochilidae (los colibríes), que agrupa a apenas dos especies nativas de la América tropical (Neotrópico), cuyas áreas de distribución se encuentran desde el sur de México, por América Central y del Sur hasta el centro de Bolivia y sureste de Brasil. A sus miembros se les conoce por el nombre común de colibríes hada o hadas, entre otros.

## Etimología
El nombre genérico masculino «Heliothryx» se compone de las palabras del griego «hēlios» que significa ‘sol’, y «thrix» que significa ‘cabello’.

## Características
Los colibríes de este género miden 12 cm de longitud, de picos cortos, rectos y negros. Tienen un parche auricular negro con las partes superiores y la garganta verde brillantes, las partes inferiores blancas, la cola redondeada con rectrices centrales azules y externas blancas. Habitan en selvas húmedas de tierras bajas, en sus bordes, crecimientos secundarios, matorrales y arbustales.

## Taxonomía
El género Heliothryx fue propuesto por el ornitólogo alemán Friedrich Boie en 1831, con la especie Trochilus auritus designada subsecuentemente como la especie tipo. 
Algunos autores trataron a las dos especies del género como conespecíficas pero las diferencias de plumaje y la separación geográfica justifican mantenerlas como dos especies separadas.

## Lista de especies
Según las clasificaciones del Congreso Ornitológico Internacional (IOC) y Clements Checklist, el género agrupa a las siguientes especies con el respectivo nombre popular de acuerdo con la Sociedad Española de Ornitología (SEO):
| Imagen | Nombre científico  | Autor            | Nombre común            | Estado de conservación | Distribución |
| ------ | ------------------ | ---------------- | ----------------------- | ---------------------- | ------------ |
|        | Heliothryx barroti | (Bourcier, 1843) | colibrí hada occidental | LC                     |              |
|        | Heliothryx auritus | (Gmelin, 1788)   | colibrí hada oriental   | LC                     |              |